# Figueirópolis
Figueirópolis là một đô thị thuộc bang Tocantins, Brasil. Đô thị này có diện tích 1930,064 km², dân số năm 2007 là 4820 người, mật độ 2,5 người/km².